# Soupisky hokejových reprezentací na MS 2014
Mistrovství světa v ledním hokeji 2014 se účastnilo 16 národních týmů.

## Medailisté

### Soupiska ruského týmu
- Trenéři Oļegs Znaroks, Oleg Kuprijanov, Harijs Vītoliņš

| Brankáři | Sergej Bobrovskij   | Columbus Blue Jackets  |
|          | Anton Chudobin      | Carolina Hurricanes    |
|          | Andrej Vasiljevskij | Salavat Julajev Ufa    |
| Obránci  | Anton Bělov         | SKA Petrohrad          |
|          | Dmitrij Orlov       | Washington Capitals    |
|          | Jevgenij Medveděv   | Ak Bars Kazaň          |
|          | Maxim Čudinov       | SKA Petrohrad          |
|          | Děnis Děnisov       | CSKA Moskva            |
|          | Andrej Zubarjev     | Salavat Julajev Ufa    |
|          | Jegor Jakovlev      | Lokomotiv Jaroslavl    |
|          | Alexandr Kutuzov    | HK Sibir Novosibirsk   |
| Útočníci | Alexandr Ovečkin –  | Washington Capitals    |
|          | Jevgenij Kuzněcov   | Washington Capitals    |
|          | Artěm Anisimov      | Columbus Blue Jackets  |
|          | Nikolaj Kuljomin A  | Toronto Maple Leafs    |
|          | Andrej Loktionov    | Carolina Hurricanes    |
|          | Danis Zaripov A     | Metallurg Magnitogorsk |
|          | Sergej Širokov      | Avangard Omsk          |
|          | Sergej Kalinin      | Avangard Omsk          |
|          | Viktor Tichonov     | SKA Petrohrad          |
|          | Vadim Šipačov       | SKA Petrohrad          |
|          | Alexandr Burmistrov | Ak Bars Kazaň          |
|          | Sergej Plotnikov    | Lokomotiv Jaroslavl    |
|          | Jevgenij Dadonov    | HK Donbass             |
|          | Jevgenij Malkin     | Pittsburgh Penguins    |

### Soupiska finského týmu
- Trenéři Erkka Westerlund, Hannu Virta

| Brankáři | Mikko Koskinen        | HK Sibir Novosibirsk     |
|          | Pekka Rinne           | Nashville Predators      |
|          | Juuse Saros           | Hämeenlinnan Pallokerho  |
| Obránci  | Juuso Hietanen        | Torpedo Nižnij Novgorod  |
|          | Jere Karalahti        | Jokerit                  |
|          | Tommi Kivistö         | Tampereen Ilves          |
|          | Ville Lajunen         | Färjestad BK             |
|          | Jyri Marttinen        | Porin Ässät              |
|          | Tuukka Mäntylä        | Metallurg Novokuzněck    |
|          | Atte Ohtamaa          | Oulun Kärpät             |
| Útočníci | Olli Palola           | Tappara                  |
|          | Erik Haula            | Minnesota Wild           |
|          | Tommi Huhtala         | Espoo Blues              |
|          | Jarkko Immonen        | Torpedo Nižnij Novgorod  |
|          | Olli Jokinen –        | Winnipeg Jets            |
|          | Pekka Jormakka        | Tappara                  |
|          | Leo Komarov A         | HK Dynamo Moskva         |
|          | Petri Kontiola        | Traktor Čeljabinsk       |
|          | Jori Lehterä A        | HK Sibir Novosibirsk     |
|          | Iiro Pakarinen        | HIFK Hockey              |
|          | Tomi Sallinen         | Espoo Blues              |
|          | Jere Sallinen         | Örebro HK                |
|          | Miikka Salomäki       | Milwaukee Admirals       |
|          | Veli-Matti Savinainen | HK Jugra Chanty-Mansijsk |
|          | Petteri Wirtanen      | HK Donbass               |

### Soupiska švédského týmu
- Trenéři Pär Mårts, Peter Popovic, Rikard Grönborg

| Brankáři | Linus Ullmark      | MODO Hockey               |
|          | Joacim Eriksson    | Vancouver Canucks         |
|          | Anders Nilsson     | New York Islanders        |
| Obránci  | Jonas Ahnelöv      | Frölunda HC               |
|          | Niclas Burström    | Skellefteå AIK            |
|          | Johan Fransson     | Luleå HF                  |
|          | Magnus Nygren      | Färjestad BK              |
|          | Daniel Rahimi      | Linköpings HC             |
|          | Niclas Andersén    | Severstal Čerepovec       |
|          | Mattias Ekholm     | Nashville Predators       |
|          | Erik Gustafsson    | Philadelphia Flyers       |
|          | Tim Erixon         | Columbus Blue Jackets     |
| Útočníci | Joakim Lindström   | Skellefteå AIK            |
|          | Jimmie Ericsson A  | Skellefteå AIK            |
|          | Oskar Möller       | Skellefteå AIK            |
|          | Simon Hjalmarsson  | Linköpings HC             |
|          | Mattias Sjögren    | Linköpings HC             |
|          | Dick Axelsson      | Frölunda HC               |
|          | Joel Lundqvist –   | Frölunda HC               |
|          | Linus Klasen       | Luleå HF                  |
|          | Andreas Thuresson  | Brynäs IF                 |
|          | Nicklas Danielsson | SC Rapperswil-Jona Lakers |
|          | Mikael Backlund A  | Calgary Flames            |
|          | Gustav Nyquist     | Detroit Red Wings         |
|          | Calle Järnkrok     | Nashville Predators       |

### Soupiska českého týmu
- Trenéři Vladimír Růžička, Jaroslav Špaček, Ondřej Weissmann
- Trenér brankářů: Martin Prusek

| Brankáři | Alexander Salák  | SKA Petrohrad              |
|          | Jakub Kovář      | Avtomobilist Jekatěrinburg |
|          | Pavel Francouz   | HC Verva Litvínov          |
| Obránci  | Martin Ševc      | HC Lev Praha               |
|          | Ondřej Němec A   | HC Lev Praha               |
|          | Ondřej Vitásek   | Bílí Tygři Liberec         |
|          | Jan Kolář        | HK Donbass                 |
|          | Petr Zámorský    | PSG Zlín                   |
|          | Michal Jordán    | Charlotte Checkers         |
|          | Jakub Kindl      | Detroit Red Wings          |
|          | Roman Polák      | St. Louis Blues            |
| Útočníci | Jakub Klepiš     | HC Lev Praha               |
|          | Jiří Novotný     | HC Lev Praha               |
|          | Jiří Hudler      | Calgary Flames             |
|          | Jiří Sekáč       | HC Lev Praha               |
|          | Tomáš Rolinek –  | HC Sparta Praha            |
|          | Martin Zaťovič   | HC Energie Karlovy Vary    |
|          | Roman Červenka   | SKA Petrohrad              |
|          | Martin Růžička   | HC Oceláři Třinec          |
|          | Jaromír Jágr A   | New Jersey Devils          |
|          | Jakub Petružálek | Ak Bars Kazaň              |
|          | Michal Vondrka   | HC Slovan Bratislava       |
|          | Jan Kovář        | Metallurg Magnitogorsk     |
|          | Tomáš Hertl      | San Jose Sharks            |
|          | Vladimír Sobotka | St. Louis Blues            |

### Soupiska kanadského týmu
- Trenéři Dave Tippett, Peter DeBoer, Paul Maurice

| Brankáři | James Reimer       | Toronto Maple Leafs |
|          | Ben Scrivens       | Edmonton Oilers     |
|          | Justin Peters      | Carolina Hurricanes |
| Obránci  | Kevin Bieksa –     | Vancouver Canucks   |
|          | Ryan Ellis         | Nashville Predators |
|          | Jason Garrison     | Vancouver Canucks   |
|          | Erik Gudbranson    | Florida Panthers    |
|          | Brayden Coburn     | Philadelphia Flyers |
|          | Tyler Myers        | Buffalo Sabres      |
|          | Morgan Rielly      | Toronto Maple Leafs |
| Útočníci | Troy Brouwer       | Washington Capitals |
|          | Alexandre Burrows  | Vancouver Canucks   |
|          | Jason Chimera A    | Washington Capitals |
|          | Cody Hodgson       | Buffalo Sabres      |
|          | Jonathan Huberdeau | Florida Panthers    |
|          | Nazem Kadri        | Toronto Maple Leafs |
|          | Sean Monahan       | Calgary Flames      |
|          | Nathan MacKinnon   | Colorado Avalanche  |
|          | Mark Scheifele     | Winnipeg Jets       |
|          | Kyle Turris A      | Ottawa Senators     |
|          | Joel Ward          | Washington Capitals |
|          | Brayden Schenn     | Philadelphia Flyers |
|          | Matt Read          | Philadelphia Flyers |

### Soupiska amerického týmu
- Trenéři Peter Laviolette, Joe Sacco, Phil Housley, Don Granato

| Brankáři | Connor Hellebuyck   | UMass Lowell River Hawks |
|          | Tim Thomas          | Florida Panthers         |
|          | David Leggio        | Hershey Bears            |
| Obránci  | Connor Murphy       | Phoenix Coyotes          |
|          | Jacob Trouba        | Winnipeg Jets            |
|          | Jake Gardiner       | Toronto Maple Leafs      |
|          | Jake McCabe         | Buffalo Sabres           |
|          | Jeff Petry          | Edmonton Oilers          |
|          | Danny DeKeyser      | Detroit Red Wings        |
|          | Seth Jones          | Nashville Predators      |
|          | Matt Donovan        | New York Islanders       |
| Útočníci | Johnny Gaudreau     | Calgary Flames           |
|          | Jimmy Hayes         | Florida Panthers         |
|          | Kevin Hayes         | Boston College Eagles    |
|          | Tyler Johnson       | Tampa Bay Lightning      |
|          | Colin McDonald A    | New York Islanders       |
|          | Andy Miele          | Phoenix Coyotes          |
|          | Peter Mueller       | EHC Kloten               |
|          | Brock Nelson        | New York Islanders       |
|          | Drew Shore          | Florida Panthers         |
|          | Craig Smith A       | Nashville Predators      |
|          | Tim Stapleton       | Ak Bars Kazaň            |
|          | Vince Trocheck      | Florida Panthers         |
|          | Justin Abdelkader – | Detroit Red Wings        |
|          | Tommy Wingels       | San Jose Sharks          |

### Soupiska běloruského týmu
- Trenéři Glen Hanlon, Eduard Zankovets, Oleg Mikulčik

| Brankáři | Andrèj Mezin         | Avangard Omsk           |
|          | Vitalij Koval        | Torpedo Nižnij Novgorod |
|          | Kevin Lalande        | HK Dinamo Minsk         |
| Obránci  | Andrej Karev         | Junosť Minsk            |
|          | Ivan Usenko          | HK Dinamo Minsk         |
|          | Vladimir Děnisov A   | Torpedo Nižnij Novgorod |
|          | Kirill Gotovec       | Milwaukee Admirals      |
|          | Roman Graborenko     | Albany Devils           |
|          | Dmitrij Korobov      | Syracuse Crunch         |
|          | Oleg Jevenko         | UMass Minutemen         |
|          | Nikolaj Stasenko     | Severstal Čerepovec     |
| Útočníci | Alexej Jefimenko     | HK Dinamo Minsk         |
|          | Alexej Kaljužnyj –   | HK Dinamo Minsk         |
|          | Andrej Stas          | HK Dinamo Minsk         |
|          | Alexandr Kitarov     | HK Dinamo Minsk         |
|          | Nikita Osipov        | Metallurg Žlobin        |
|          | Arťom Volkov         | Junosť Minsk            |
|          | Michail Grabovskij A | Washington Capitals     |
|          | Konstantin Kolcov    | Atlant Mytišči          |
|          | Andrej Kosticyn      | Traktor Čeljabinsk      |
|          | Sergej Kosticyn      | Avangard Omsk           |
|          | Jevgenij Kovyršin    | Severstal Čerepovec     |
|          | Geoff Platt          | Lokomotiv Jaroslavl     |
|          | Andrej Stěpanov      | Amur Chabarovsk         |
|          | Alexej Ugarov        | Admiral Vladivostok     |

### Soupiska francouzského týmu
- Trenéři Dave Henderson, Pierre Pousse

| Brankáři | Florian Hardy              | Ducs d'Angers                |
|          | Cristobal Huet             | Lausanne HC                  |
|          | Ronan Quemener             | Diables Rouges de Briançon   |
| Obránci  | Baptiste Amar A            | Grenoble Métropole Hockey 38 |
|          | Yohann Auvitu              | HIFK Hockey                  |
|          | Nicolas Besch              | Ciarko PBS Bank Sanok        |
|          | Florian Chakiachvili       | Diables Rouges de Briançon   |
|          | Benjamin Dieudé-Fauvel     | Quad City Mallards           |
|          | Jonathan Janil             | Rouen Hockey Élite 76        |
|          | Antonin Manavian           | Rouen Hockey Élite 76        |
|          | Maxime Moisand             | Ritten Sport                 |
| Útočníci | Pierre-Édouard Bellemare A | Skellefteå AIK               |
|          | Eliot Berthon              | HC Red Ice                   |
|          | Stéphane Da Costa          | Binghamton Senators          |
|          | Teddy Da Costa             | Hokki                        |
|          | Julien Desrosiers          | Rouen Hockey Élite 76        |
|          | Damien Fleury              | Lausanne HC                  |
|          | Anthony Guttig             | Hokki                        |
|          | Brian Henderson            | Ducs d'Angers                |
|          | Laurent Meunier –          | Straubing Tigers             |
|          | Damien Raux                | Diables Rouges de Briançon   |
|          | Nicolas Ritz               | Dijon Hockey Club            |
|          | Antoine Roussel            | Dallas Stars                 |
|          | Luc Tardif                 | Grenoble Métropole Hockey 38 |
|          | Yorick Treille             | Grenoble Métropole Hockey 38 |

### Soupiska slovenského týmu
- Trenéři Vladimír Vůjtek, Peter Oremus, Vladimír Országh

| Brankáři | Július Hudáček   | HC ČSOB Pojišťovna Pardubice |
|          | Jaroslav Janus   | HC Slovan Bratislava         |
|          | Ján Laco         | HK Donbass                   |
| Obránci  | Ján Brejčák      | HC Slovan Bratislava         |
|          | Vladimír Mihálik | HC Slovan Bratislava         |
|          | Peter Čerešňák   | HK Dukla Trenčín             |
|          | Marek Ďaloga     | HC ČSOB Pojišťovna Pardubice |
|          | Karol Sloboda    | HC Vítkovice Steel           |
|          | Ivan Švarný      | KHL Medveščak                |
|          | Juraj Valach     | HC Slavia Praha              |
|          | Martin Marinčin  | Edmonton Oilers              |
| Útočníci | Michel Miklík A  | HC Slovan Bratislava         |
|          | Juraj Mikúš      | HC Slovan Bratislava         |
|          | Miroslav Šatan – | HC Slovan Bratislava         |
|          | Andrej Šťastný   | HC Slovan Bratislava         |
|          | Tomáš Marcinko   | HC Košice                    |
|          | Marcel Haščák    | Dinamo Riga                  |
|          | Marek Hrivík     | Hartford Wolf Pack           |
|          | Ladislav Nagy A  | Jokerit                      |
|          | Richard Pánik    | Tampa Bay Lightning          |
|          | Martin Réway     | Gatineau Olympiques          |
|          | Dávid Skokan     | HC Slavia Praha              |
|          | Tomáš Tatar      | Detroit Red Wings            |
|          | Radoslav Tybor   | HC ČSOB Pojišťovna Pardubice |
|          | Marek Viedenský  | Worcester Sharks             |

### Soupiska švýcarského týmu
- Trenéři Sean Simpson, Colin Muller

| Brankáři | Reto Berra         | Colorado Avalanche  |
|          | Leonardo Genoni    | HC Davos            |
|          | Robert Mayer       | Hamilton Bulldogs   |
| Obránci  | Eric Blum          | EHC Kloten          |
|          | Robin Grossmann    | HC Davos            |
|          | Roman Josi A       | Nashville Predators |
|          | Dean Kukan         | Luleå HF            |
|          | Tim Ramholt        | EV Zug              |
|          | Dominik Schlumpf   | HC Lugano           |
|          | Mathias Seger –    | ZSC Lions           |
|          | Yannick Weber      | Vancouver Canucks   |
| Útočníci | Andres Ambühl A    | HC Davos            |
|          | Sven Bärtschi      | Abbotsford Heat     |
|          | Kevin Fiala        | HV71                |
|          | Damien Brunner     | New Jersey Devils   |
|          | Luca Cunti         | ZSC Lions           |
|          | Etienne Froidevaux | Lausanne HC         |
|          | Denis Hollenstein  | Ženeva-Servette HC  |
|          | Simon Moser        | Milwaukee Admirals  |
|          | Benjamin Plüss     | Fribourg-Gottéron   |
|          | Kevin Romy         | Ženeva-Servette HC  |
|          | Thomas Rüfenacht   | HC Lugano           |
|          | Reto Schäppi       | ZSC Lions           |
|          | Victor Stancescu   | EHC Kloten          |
|          | Suri Reto          | EV Zug              |

### Soupiska lotyšského týmu
- Trenéři Ted Nolan, Tom Coolen, Kārlis Zirnis

| Brankáři | Kristers Gudļevskis  | Florida Everblades        |
|          | Edgars Masaļskis     | HK Poprad                 |
|          | Ivars Punnenovs      | SC Rapperswil-Jona Lakers |
| Obránci  | Guntis Galvinš       | AIK Ishockey              |
|          | Jānis Jakss          | HK Rīga                   |
|          | Māris Jass           | Piráti Chomutov           |
|          | Artūrs Kulda A       | Salavat Julajev Ufa       |
|          | Rodrigo Laviņš       | Dinamo Riga               |
|          | Georgijs Pujacs      | Dinamo Riga               |
|          | Jēkabs Rēdlihs       | Dinamo Riga               |
|          | Kristaps Sotnieks    | Dinamo Riga               |
| Útočníci | Armands Bērziņš      | HK Bejbarys Atyrau        |
|          | Mārtiņš Cipulis      | Dinamo Riga               |
|          | Kaspars Daugaviņš A  | Ženeva-Servette HC        |
|          | Andris Džeriņš       | Dinamo Riga               |
|          | Zemgus Girgensons    | Buffalo Sabres            |
|          | Miks Indrašis        | Dinamo Riga               |
|          | Koba Jass            | Bílí Tygři Liberec        |
|          | Ronalds Ķēniņš       | ZSC Lions                 |
|          | Roberts Lipsbergs    | Seattle Thunderbirds      |
|          | Gints Meija          | Dinamo Riga               |
|          | Aleksandrs Ņiživijs  | Dinamo Riga               |
|          | Miķelis Rēdlihs      | Lokomotiv Jaroslavl       |
|          | Juris Štāls          | HK Poprad                 |
|          | Herberts Vasiļjevs – | Krefeld Pinguine          |

### Soupiska norského týmu
- Trenéři Roy Johansen, Knut Jørgen Stubdal

| Brankáři | Steffen Söberg       | Vålerenga Ishockey    |
|          | Lars Haugen          | HK Dinamo Minsk       |
|          | Lars Volden          | Espoo Blues           |
| Obránci  | Daniel Sörvik        | Vålerenga Ishockey    |
|          | Stefan Espeland      | Vålerenga Ishockey    |
|          | Alexander Bonsaksen  | Vålerenga Ishockey    |
|          | Nicolai Bryhnisveen  | Lillehammer IK        |
|          | Mats Trygg           | Lørenskog IK          |
|          | Jonas Holøs A        | Lokomotiv Jaroslavl   |
|          | Henrik Ödegaard      | Kansas City Mavericks |
| Útočníci | Morten Ask           | Vålerenga Ishockey    |
|          | Sondre Olden         | Vålerenga Ishockey    |
|          | Jonas Djupvik Lövlie | Sparta Warriors       |
|          | Andreas Stene        | Sparta Warriors       |
|          | Kristian Forsberg    | MODO Hockey           |
|          | Per-Age Skröder      | MODO Hockey           |
|          | Anders Bastiansen –  | Färjestad BK          |
|          | Martin Röymark       | Färjestad BK          |
|          | Andreas Martinsen    | Düsseldorfer EG       |
|          | Ken André Olimb      | Düsseldorfer EG       |
|          | Mads Hansen A        | Storhamar Hockey      |
|          | Steffen Thoresen     | Lørenskog IK          |
|          | Robin Dahlström      | Örebro HK             |
|          | Mathis Olimb         | Frölunda HC           |
|          | Nicklas Roest        | BIK Karlskoga         |

### Soupiska dánského týmu
- Trenéři Janne Karlsson, Tomas Jonsson

| Brankáři | Patrick Galbraith   | Karlskrona HK           |
|          | Simon Nielsen       | Lukko Rauma             |
|          | Sebastian Dahm      | Rødovre Mighty Bulls    |
| Obránci  | Phillip Bruggisser  | Kristianstads IK        |
|          | Philip Larsen       | Edmonton Oilers         |
|          | Stefan Lassen       | Graz 99ers              |
|          | Markus Lauridsen    | Cleveland Monsters      |
|          | Oliver Lauridsen    | Adirondack Phantoms     |
|          | Emil Kristensen     | IK Oskarshamn           |
|          | Jesper B. Jensen A  | Rögle BK                |
| Útočníci | Frederik Storm      | Malmö Redhawks          |
|          | Patrick Bjorkstrand | KHL Medveščak           |
|          | Morten Green –      | Schwenninger Wild Wings |
|          | Nicklas Jensen      | Vancouver Canucks       |
|          | Kim Staal           | Starbulls Rosenheim     |
|          | Morten Madsen A     | Hamburg Freezers        |
|          | Julian Jakobsen     | Hamburg Freezers        |
|          | Jannik Hansen       | Vancouver Canucks       |
|          | Anders Poulsen      | Herning Blue Fox        |
|          | Morten Poulsen      | IK Oskarshamn           |
|          | Jesper Jensen       | Karlskrona HK           |
|          | Thomas Spelling     | SønderjyskE Ishockey    |
|          | Mads Christensen    | Eisbären Berlín         |
|          | Mikkel Bødker       | Phoenix Coyotes         |

### Soupiska německého týmu
- Trenéři Pat Cortina, Steffen Ziesche

| Brankáři | Felix Brückmann    | Adler Mannheim        |
|          | Andreas Jenike     | Nürnberg Ice Tigers   |
|          | Rob Zepp           | Eisbären Berlín       |
| Obránci  | Denis Reul         | Adler Mannheim        |
|          | Justin Krueger     | SC Bern               |
|          | Benedikt Kohl      | EHC Wolfsburg         |
|          | Frank Hördler –    | Eisbären Berlín       |
|          | Sinan Akdağ        | Krefeld Pinguine      |
|          | Constantin Braun   | Eisbären Berlín       |
|          | Moritz Müller      | Kölner Haie           |
|          | Torsten Ankert     | Kölner Haie           |
| Útočníci | Kai Hospelt        | Adler Mannheim        |
|          | Marcus Kink A      | Adler Mannheim        |
|          | Thomas Oppenheimer | Hamburg Freezers      |
|          | Matthias Plachta   | Adler Mannheim        |
|          | Frank Mauer        | Adler Mannheim        |
|          | Alexander Barta A  | EHC Red Bull München  |
|          | Yannic Seidenberg  | EHC Red Bull München  |
|          | Yasin Ehliz        | Nürnberg Ice Tigers   |
|          | Felix Schütz       | Admiral Vladivostok   |
|          | Leon Draisaitl     | Prince Albert Raiders |
|          | Tobias Rieder      | Portland Pirates      |
|          | Daniel Pietta      | Krefeld Pinguine      |
|          | Alexander Weiss    | Kölner Haie           |
|          | Marcel Noebels     | Adirondack Phantoms   |

### Soupiska italského týmu
- Trenéři Tom Pokel, Fabio Polloni

| Brankáři | Daniel Bellissimo      | Västerås IK            |
|          | Andreas Bernard        | KooKoo                 |
|          | Alex Caffi             | HC Neumarkt-Egna       |
| Obránci  | Christian Borgatello A | HC Pustertal           |
|          | Alexander Egger –      | HC Bolzano             |
|          | Armin Hofer            | HC Pustertal           |
|          | Trevor Johnson         | HC Valpellice          |
|          | Thomas Larkin          | Evansville IceMen      |
|          | Davide Nicoletti       | HC Bolzano             |
|          | Daniel Sullivan        | HC Asiago              |
|          | Alex Trivellato        | Eisbären Berlín        |
| Útočníci | Anton Bernard          | HC Bolzano             |
|          | Patrick Bona           | HC Pustertal           |
|          | David Borrelli         | HC Asiago              |
|          | Nate DiCasmirro A      | Sheffield Steelers     |
|          | Luca Felicetti         | SG Cortina             |
|          | Nicola Fontanive       | Hockey Milano Rossoblu |
|          | Markus Gander          | HC Bolzano             |
|          | Brian Ihnacak          | Malmö Redhawks         |
|          | Marco Insam            | HC Bolzano             |
|          | Diego Kostner          | HC Lugano              |
|          | Joachim Ramoser        | EC Red Bull Salzburg   |
|          | Vince Rocco            | IF Troja/Ljungby       |
|          | Giulio Scandella       | HC Pustertal           |
|          | Dan Tudin              | Ritten Sport           |

### Soupiska kazašského týmu
- Trenéři Ari-Pekka Selin, Yerlan Sagymbayev, Raimo Helminen

| Brankáři | Alexej Ivanov         | HK Spartak Moskva                  |
|          | Pavel Polujektov      | Nomad Astana                       |
|          | Vitalij Jeremejev     | Barys Astana                       |
| Obránci  | Jevgenij Blochin      | Barys Astana                       |
|          | Kevin Dallman         | SKA Petrohrad                      |
|          | Anton Kazancev        | Jermak Angarsk                     |
|          | Roman Savčenko        | Barys Astana                       |
|          | Arťemi Lakiza         | Barys Astana                       |
|          | Alexej Litviněnko A   | Barys Astana                       |
|          | Maxim Semjonov        | Barys Astana                       |
|          | Alexej Vasilčenko     | Traktor Čeljabinsk                 |
| Útočníci | Nikolaj Antropov –    | Barys Astana                       |
|          | Vadim Krasnoslobodcev | Torpedo Nižnij Novgorod            |
|          | Michail Panšin        | Nomad Astana                       |
|          | Fjodor Polisčuk       | Barys Astana                       |
|          | Konstantin Puškarjov  | Nomad Astana                       |
|          | Konstantin Romanov    | Barys Astana                       |
|          | Jevgenij Rjmarev      | HK Kazcink-Torpedo Usť-Kamenogorsk |
|          | Andrej Spiridonov     | Nomad Astana                       |
|          | Roman Starčenko       | Barys Astana                       |
|          | Dmitrij Upper A       | Barys Astana                       |
|          | Michail Rachmanov     | Barys Astana                       |
|          | Talgat Žajlauov       | Barys Astana                       |
|          | Alexej Anciferov      | Nomad Astana                       |